# Каподистриас, Христос
Христос Каподистриас (греч. Χρηστοσ Καποδιστριασ; род. 15 марта 1965, Афины) — греческий дипломат. Посол Греции в Азербайджане (с 2023).

## Биография
Родился 15 марта 1965 года в Афинах. Окончил Афинский университет экономики и бизнеса, факультет делового администрирования. Окончил Дипломатическую академию Греции
С 1998 годя являлся атташе информационного департамента МИД Греции. С 1999 года работал в дипломатическом кабинете заместителя министра иностранных дел Греции.
С 1999 по 2002 год являлся третьим секретарём посольства Греции в Албании.
С 2002 по 2005 год являлся вторым секретарём постоянного представительства Греции при ЕС (Брюссель).
С 2006 по 2007 год являлся первым секретарём, поверенным в делах посольства Греции в Ираке.
С 2007 по 2009 год являлся вторым советником посольства Греции в Сербии.
С 2009 по 2011 год являлся первым советником, заместителем директора дипломатического кабинета МИД Греции.
С 2011 по 2015 год являлся генеральным консулом Греции в Александрии (Египет).
С 2015 по 2019 год являлся заместителем главы миссии посольства Греции на Кипре (Никосия).
С 2019 по 2011 год являлся заместителем директора дипломатического кабинета МИД Греции.
В сентябре 2021 года присвоен ранг дипломатического посланника.
С ноября 2021 года — директор МИД Греции по европейской интеграции, денежной и экономической интеграции, внутреннему рынку и другим политикам ЕС.
Посол Греции в Азербайджане (с 26 января 2023).